# Bamital
Bamital war ein Botnet, das am 6. Februar 2013 von den Firmen Microsoft und Symantec nach umfangreichen Ermittlungen und auf der Basis eines Gerichtsbeschlusses vom Netz genommen wurde.
Von Bamital befallene Computer wurden nach Internetsuchen auf Seiten umgeleitet, die den betroffenen Computer mit weiterer Schadsoftware verseuchten. Zudem wurden Werbeanzeigen aufgerufen, die den Botnetbetreibern Einnahmen von geschätzt mindestens einer Million Dollar pro Jahr verschafften. Insgesamt sollen in den zwei Jahren vor der Schließung des Botnets 8 Millionen PC befallen gewesen sein.
Bamital wurde von Symantec seit seiner Entdeckung 2009 beobachtet. Zur Bekämpfung des Botnets ging Symantec eine Partnerschaft mit Microsoft ein.
Die Aktion gegen Bamital lief unter dem Codenamen „b58“. Am 31. Januar 2013 wurde in Virginia Klage gegen 18 Personen und Firmen eingereicht. Am 6. Februar 2013 wurden auf Gerichtsbeschluss zwei Rechenzentren in Virginia und New Jersey durchsucht und die Kontrollserver des Botnets vom Internet getrennt. Betroffene Computer wurden auf eine Informationsseite umgeleitet.
Auf seiner Webseite verkündete Symantec den Erfolg am 7. Februar 2013 mit der Schlagzeile „Bamital hat ins Gras gebissen“ (Bamital Bites the Dust).